# Prosymna bivittata
Espèce
Synonymes
- Prosymna sundevalli var. bivittata
Werner, 1903

Prosymna bivittata est une espèce de serpents de la famille des Lamprophiidae. 

## Répartition
Cette espèce se rencontre en Afrique du Sud, dans le sud du Zimbabwe, au Botswana et en Namibie.

## Publication originale
- Werner, 1903 : Über Reptilien und Batrachier aus Guatemala und China in der zoologischen Staats-Sammlung in München nebst einem Anhang über seltene Formen aus anderen Gegenden. Abhandlungen der Königlich Bayerischen Akademie der Wissenschaften, ser. 2, vol. 22, p. 343-384 (texte intégral).